# 米高·奧尼爾 (足球員)
米高·奧尼爾 MBE（Michael O'Neill，1969年7月5日—）是一位北愛爾蘭足球教練和退役足球運動員。

## 經歷
米高奧尼爾出身北愛爾蘭高利寧，其後效力紐卡素、登地聯、喜伯年、高雲地利等球會。他曾為北愛爾蘭上場31次射入4球。2004年退役。2006年，米高·奧尼爾首次執教蘇乙布里金城足球會。2009年，執教愛爾蘭沙洛克流浪。2011年12月28日，他獲委任為北愛爾蘭主教練。雖然北愛爾蘭在2014年世界盃外圍賽歐洲區F組出局，但米高·奧尼爾成功帶領北愛爾蘭在2016年歐洲國家盃外圍賽F組首名晉級，北愛爾蘭歷史上第一次打進歐洲國家盃決賽週。